# Szczesliwy czlowiek
Szczęśliwy człowiek è un film del 2000 diretto da Małgorzata Szumowska.